# Museu de Unterlinden
O Museu de Unterlinden   (em francês, musée d'Unterlinden) encontra-se em Colmar, França, na região da Alsácia. O museu, localizado num convento de monjas dominicanas do século XIII, alberga o Retábulo de Isenheim, obra de Matthias Grünewald.

## Edifício
Erguido entre 1252 e o 1269, a igreja tem uma tribuna do século XVIII. A planta é a típica das igrejas pertencentes às ordens mendicantes. O claustro, sem arcos mas com pórticos de pedra rosada, foi construído de 1280 a 1289.
A igreja e os edifícios conventuais albergam o museu. Os edifícios, após o abandono posterior à Revolução francesa, foram salvos pela Sociedade Schongauer (instituída em 1847 por Louis Hugot)  e legado por ela à municipalidade.

## História
O museu foi criado em 1849. A coleção a princípio centrou-se num mosaico romano que se encontrou em Bergheim (Alto Reno), ainda mostrado hoje em dia no lugar ao que foi originalmente transladado, e cópias em escaiola de esculturas antigas em empréstimo por parte do Louvre. Em 1852, o centro de atenção da coleção mudou radicalmente quando se mudou para ele a que atualmente é a sua peça mais famosa: o Retábulo de Isenheim de Matthias Grünewald, que lhe conferiu a sua reputação internacional. O retábulo foi instalado no edifício com a maior parte dos outros altares grandes pintados ou esculpidos de anteriores igrejas de Colmar ou do Reno Superior, abadias e mosteiros. 
Foi aberto ao ano seguinte, 1853.

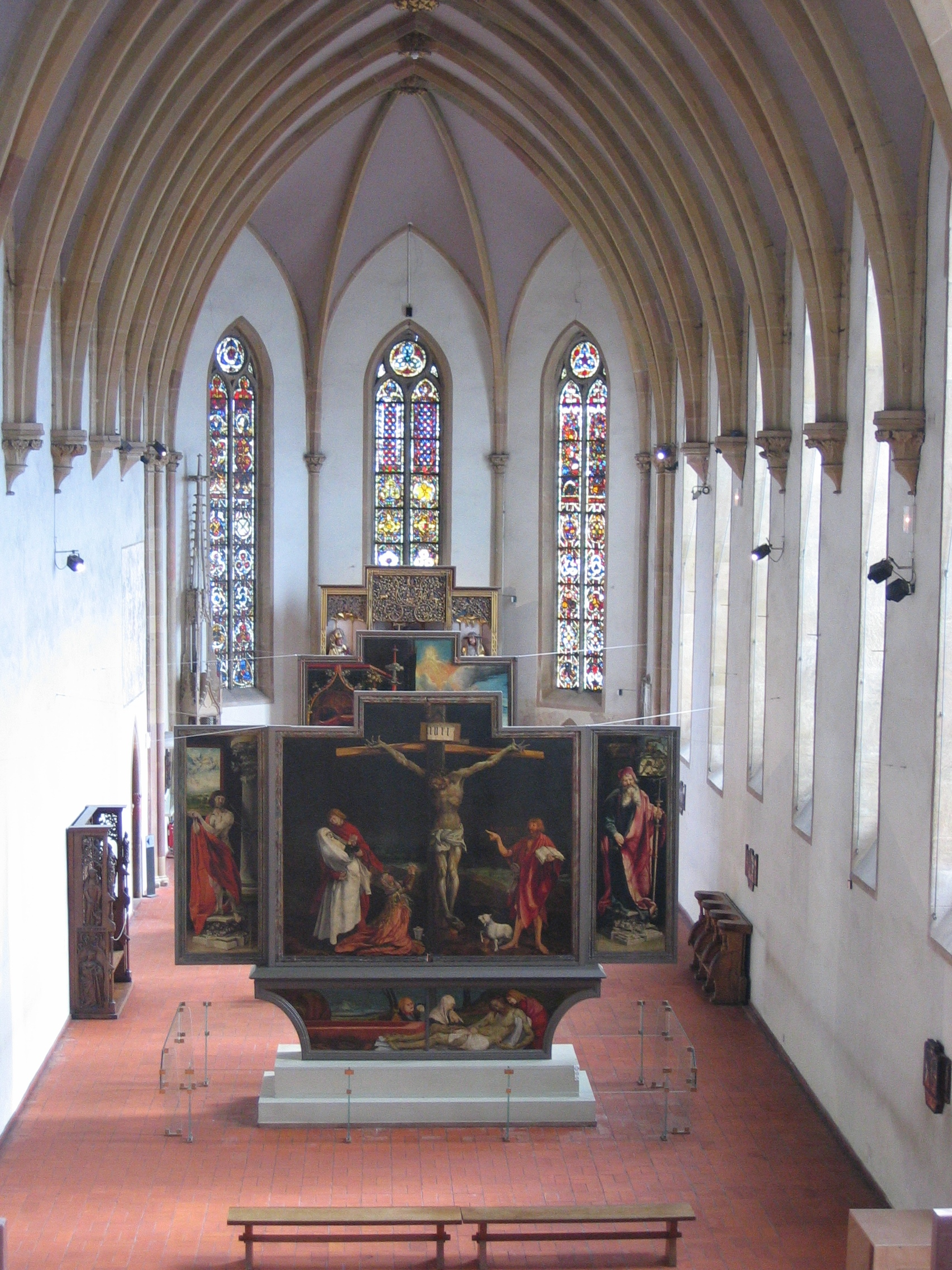
Vista da capela de 1262-1269, vista da galeria do século XVIII, com o Retábulo de Isenheim, tal e qual se expõe no Museu de Unterlinden de Colmar.

Na década de 1950 e novamente em nos oitenta, surgiu a necessidade no museu, que vira um crescimento constante do número de objetos expostos, de toda classe, de ganhar mais espaço usando a superfície disponível dum modo mais adequado, e deu-lhe a máxima resposta possível que se podia num edifício protegido. Como assinala a página oficial do museu: "Atualmente o museu abrange uma área de cerca de 5620 m², incluindo os espaços de exposição (4000 m²), conservação, armazenamento e outras áreas de trabalho (1370 m²), assim como escritórios (250 m²)".
O Museu de Unterlinden estende-se em três níveis e usa todo o espaço acessível no grande complexo de edifícios. A cidade de Colmar está atualmente trabalhando para transformar um edifício vizinho, anteriormente uns banhos, em estilo art nouveau, para transformá-lo num anexo ao museu, no qual, por volta de 2012, possam ser expostos permanentemente os mestres modernos. Segundo a página web do museu: "A área total, aberta ao público, que atualmente alcança os 4000 m², ampliar-se-á até os 6300 m²".

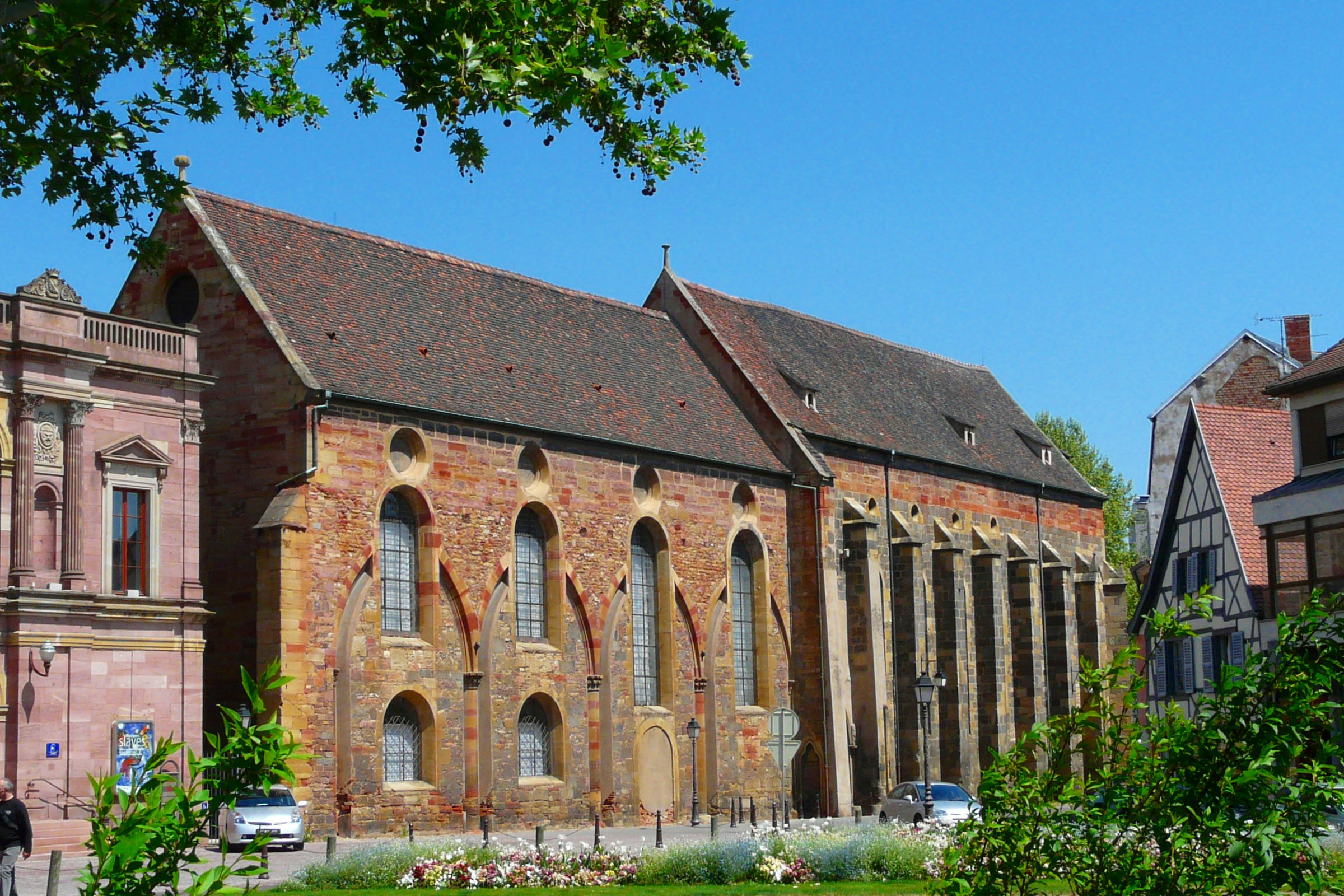
Vista do exterior da capela.

Com aproximadamente 200 000 visitantes por ano, é o museu mais visitado da Alsácia. O museu de Unterlinden é o primeiro museu de províncias em termos de assistência de público, diante do Museu do Mar de Biarritz. O museu de Unterlinden tem a qualificação de musée de France ("museu da França").

## As coleções
Famoso, sobretudo pelo Retábulo de Isenheim, também mostra uma grande coleção de artistas medievais do Reno Superior, assim como do primeiro renascimento, entre eles o nativo de Colmar Martim Schongauer ocupa o lugar mais proeminente com vários altares e um grande número de desenhos originais, gravuras e xilografias. Outros nomes famosos são Albert Dürer (somente gravuras), Lucas Cranach, o Velho e Hans Holbein, o Velho assim como os pintores locais Gaspard Isenmann e Jost Haller. A maior parte das pinturas primitivas, porém, são autoria de mestres anônimos alemães, alsacianos ou suíços.
Outras seções do museu são: arqueologia local e internacional; escultura medieval, renascentista e barroca (tanto religiosa como profana) e vitrais; armas, mobiliário, instrumentos musicais e joguetes do século XIV ao XIX; barricas de vinho antigas ornamentadas (uma coleção doada por Jean-Jacques Waltz em 1927); arte moderna e contemporânea. Devido a uma falta generalizada de espaço, esta última coleção, embora muito completa (obras de Pablo Picasso, Jean Dubuffet, Fernand Léger, Serge Poliakoff, Georges Rouault, Pierre Bonnard, Robert Delaunay, Maria Helena Vieira da Silva...) apenas ocasionalmente é mostrada na íntegrs. A ampliação de 2012 dirige-se explicitamente a resolver este problema.